# حقوق (فیلم ۱۹۴۳)
«حقوق» (انگلیسی: The Law (1943 film)) یک فیلم است که در سال ۱۹۴۳ منتشر شد.